# Anna Chanúm
Anna Chanúm (persky آنا خانم‎, ? – 9. září 1647) byla manželka perského šáha Safiho I. z dynastie Safíovců. Byla matkou jeho nástupce, šáha Abbáse II. Pocházela z národa Čerkesů.

## Život
Po smrti jejího manžela Safího v roce 1642 nastoupil na trůn její devítiletý syn Abbas II. Díky spolupráci s Mohammadem Ali Khanem a Jani Khanem se dostala k moci a během prvních tří let synovy vlády se stala nejmocnější ženou říše.
Díky ní se stal velkovezírem eunuch Saru Taqi, který byl poté Anně Chanúm zavázán a stal se její podporou. Saru Taqi byl napaden a zavražděn Janim Khanem, pravděpodobně na popud jejího syna Abbáse, který chtěl, aby se Saru Taqi vzdal Anniny přízně a nebyl jejím otrokem. Anna Chanúm se poté na Janiho velmi rozzlobila. Poslala jednoho ze svých eunuchů k Janimu, aby mu ten vysvětlil své jednání. Jani Khan nazval Saru Taqiho psem a zlodějem a poté urážel i samotnou Annu Chanúm. Čtyři dny poté zradil Janiho Khana jeho harémový sluha, Safi Qoli Bey, který jej zabil a poté tvrdil, že tak učinil na rozkaz samotného šáha. Ve skutečnosti byl Jani Khan zavražděn na přání Anny Chanúm.
Anna Chanúm nechala vybudovat mešitu a školu ve čtvrti Abbasabad v Isfahánu.